# Was willst du noch?!
Was willst du noch?! – czwarty album Alexandra Klawsa. Wydany został 4 kwietnia 2008 roku. W odróżnieniu od pozostałych, ten zawiera piosenki w języku niemieckim.

## Lista utworów
1. Welt  	                     /03:47/
2. Zu spät zu früh 	     /03:45/
3. Sie liebt dich 	     /04:12/
4. Du tust mir gut 	     /03:57/
5. Vor dir 	             /04:41/
6. Schönes Leben 	             /03:52/
7. Was willst du noch? 	     /03:24/
8. Es wird immer Liebe sein    /03:45/
9. Ich könnte, wenn ich wollte /04:10/
10. Ich erinner' mich 	     /03:22/
11. Wenn du gehst 	             /03:22/
12. Ich war immer bei dir       /05:07/

## Single
Welt - wydany 4 kwietnia 2008 r.
1. Welt (Radio/Video Version) /03:17/
2. Welt (Album Version) 	    /03:47/
3. Wenn du Gehst 	            /03:22/
4. Welt (Karaoke Version)     /03:47/

Sie liebt dich - wydany 11 lipca 2008 r.
1. Sie liebt dich (Radio Version)   /03:20/
2. Sie liebt dich 	          /04:14/
3. Love Will Bring You Home 	  /03:45/
4. Sie liebt dich (Karaoke Version) /04:17/